# Isturgia limbaria
Phalène bordée, Entourée
Pour les articles homonymes, voir Phalène.
Espèce
Synonymes
- Phalaena conspicuaria (Borkhausen, 1794)
- Phalaena limbaria (Fabricius, 1775)
- Speranza conspicuaria (Borkhausen, 1794)

Isturgia limbaria, la Phalène bordée, aussi appelée l’Entourée, est une espèce de Lépidoptères de la famille des Geometridae et du genre Isturgia, décrite par le naturaliste danois Otto Fabricius en 1775.

## Répartition
On retrouve cette espèce en France, en Grande-Bretagne, dans le nord de l'Italie ainsi qu'en Europe Centrale.  

## Description
L'envergure de ce papillon est comprise entre 22 et 28 mm, il a la particularité de se poser avec les ailes jointes. La coloration de la face supérieure des ailes va du jaune au jaune orangé, les ailes postérieures peuvent être légèrement teintées de noir. Une bordure noire est présente au bord des ailes, celle-ci est plus prononcée sur les ailes antérieures que sur les ailes postérieures où elle peut être estompée,.
La face inférieure des ailes est colorée d'un jaune orangé moucheté de taches sombres. L'aile postérieure, plus sombre, est traversée par des bandes longitudinales blanches,. 
Cette espèce est morphologiquement proche d'Isturgia roraria avec qui elle forme le complexe d'espèces Isturgia limbaria-roraria,.

## Biologie
La phalène bordée est une espèce diurne pouvant s'observer à l'état adulte d'avril à août, elle passe l'hiver sous forme de chrysalide. Elle fréquente principalement les landes à genets, la chenille se nourrissant de diverses espèces du genre Genista,.

## Liste des sous-espèces
Selon GBIF (24 mars 2023) :
- Isturgia limbaria anzascaria (Staudinger, 1892)
- Isturgia limbaria delimbaria (Staudinger, 1892)
- Isturgia limbaria limbaria (Fabricius, 1775)
- Isturgia limbaria nigrostriata (Heydemann, 1938)
- Isturgia limbaria pedemontaria (Staudinger, 1892)
- Isturgia limbaria rablensis (Zeller, 1868)
- Isturgia limbaria styriaca (Schwingenschuss, 1911)

## Systématique
Le nom valide complet (avec auteur) de ce taxon est Isturgia limbaria (Fabricius, 1775).
L'espèce a été initialement classée dans le genre Phalaena sous le protonyme Phalaena limbaria Fabricius, 1775.
Ce taxon porte en français les noms vernaculaires ou normalisés suivants : La Phalène bordée, l'Entourée.
Isturgia limbaria a pour synonymes :
- Geometra conspicuata (Denis & Schiffermüller), 1775
- Isturgia conspicuata (Denis & Schiffermüller), 1775
- Isturgia fumata Mathew, 1907
- Isturgia infuscata Thierry-Mieg, 1916
- Isturgia nigricaria Bubacek, 1915
- Isturgia postclara Lempke, 1952
- Isturgia postdemarginata Lempke, 1952
- Isturgia postnigrescens Lempke, 1952
- Isturgia quadripunctaria Fuchs, 1899
- Phalaena auroraria Hübner
- Phalaena circumdataria Villers, 1789
- Phalaena conspicuaria Borkhausen, 1794
- Phalaena limbaria Fabricius, 1775
- Speranza conspicuaria (Borkhausen, 1794)